# Melige stuifzwam
De melige stuifzwam (Lycoperdon lividum) is een schimmel behorend tot de familie Lycoperdaceae. Het is een terrestrische saprofyt die leeft in de kustduinen, op droge zandgronden en open graslanden.

## Kenmerken
De melige stuifzwam heeft een hoogte tot 4 cm. Het oppervlak is wittig en verkleurt later naar bruin. De zwam heeft een plompe steel.  De bolvormige top splijt bij rijpheid open met een rafelige rand. 
De sporen zijn donker olijfbruin en geornamenteerd met wratten en meten 3,5 tot 4,1 µm.

## Verspreiding
De soort komt in Nederland algemeen voor. Hij staat niet op de rode lijst.

## Taxonomie
De soort is in 1809 voor het eerst wetenschappelijk geldig beschreven door Christian Hendrik Persoon.